# Brilliant Disguise
"Brilliant Disguise" is een nummer van de Amerikaanse artiest Bruce Springsteen. Het verscheen op zijn album Tunnel of Love uit 1987. Op 3 oktober van dat jaar werd het nummer uitgebracht als de eerste single van het album.

## Achtergrond
"Brilliant Disguise" is geschreven door Springsteen zelf en geproduceerd door Springsteen, Jon Landau en Chuck Plotkin. Springsteen nam het nummer, net zoals het grootste deel van Tunnel of Love, op in zijn thuisstudio. In de tekst twijfelt de zanger aan zichzelf; hij is bang dat zijn vrouw een vreemde voor hem is geworden. Ook gaat het over de maskers die men draagt en de bitterheid die kan ontstaan wanneer de duisternis achter de maskers ontdekt wordt. De overeenkomst met het privéleven van Springsteen is groot: op dat moment was hij net getrouwd met model en actrice Julianne Phillips, van wie hij in 1988 zou scheiden. De huwelijksproblemen komen terug in de regel "Oh, we stood at the altar, the gypsy swore our future was right, but come the wee wee hours, well maybe, baby, the gypsy lied".
De kracht van "Brilliant Disguise" bouwt langzaam op. Het is rustiger dan het werk dat Springsteen normaal gesproken met zijn E Street Band opnam. De zanger heeft moeite om dingen goed te doen, maar het helpt niet aangezien hij zowel zichzelf als zijn vrouw niet kan vertrouwen. De emoties in het nummer, en in de gehele tweede kant van het album Tunnel of Love, worden samengevat in een van de laatste regels: "I wanna know if it's you I don't trust, because I damn sure don't trust myself". Springsteen vertelde zelf over het nummer: "Na 1985 had ik er genoeg van en ging ik schrijven over mannen, vrouwen en liefde, dingen die voorheen buiten mijn werkgebied lagen."
"Brilliant Disguise" werd een grote hit en bereikte de vijfde plaats in de Amerikaanse Billboard Hot 100 en de eerste plaats in de Mainstream Rock-lijst. In Noorwegen werd het een nummer 1-hit, terwijl in Canada en Ierland de top 10 werd behaald. In het Verenigd Koninkrijk kwam het echter niet verder dan de twintigste plaats. In Nederland haalde de single de vijftiende plaats in zowel de Top 40 als de Nationale Hitparade Top 100, terwijl in Vlaanderen de twaalfde plaats in de BRT Top 30 werd bereikt. In 1988 werd het nummer genomineerd voor een Grammy Award in de categorie Best Male Pop Vocal Performance, maar verloor het van het livealbum Bring On the Night van Sting.

## Hitnoteringen

### Nederlandse Top 40
| Hitnotering: 03-10-1987 t/m 31-10-1987 | Hitnotering: 03-10-1987 t/m 31-10-1987 | Hitnotering: 03-10-1987 t/m 31-10-1987 | Hitnotering: 03-10-1987 t/m 31-10-1987 | Hitnotering: 03-10-1987 t/m 31-10-1987 | Hitnotering: 03-10-1987 t/m 31-10-1987 | Hitnotering: 03-10-1987 t/m 31-10-1987 |
| Week                                   | 1                                      | 2                                      | 3                                      | 4                                      | 5                                      |                                        |
| -------------------------------------- | -------------------------------------- | -------------------------------------- | -------------------------------------- | -------------------------------------- | -------------------------------------- | -------------------------------------- |
| Positie                                | 29                                     | 17                                     | 15                                     | 15                                     | 23                                     | uit                                    |

### Nationale Hitparade Top 100
| Hitnotering: 03-10-1987 t/m 21-11-1987 | Hitnotering: 03-10-1987 t/m 21-11-1987 | Hitnotering: 03-10-1987 t/m 21-11-1987 | Hitnotering: 03-10-1987 t/m 21-11-1987 | Hitnotering: 03-10-1987 t/m 21-11-1987 | Hitnotering: 03-10-1987 t/m 21-11-1987 | Hitnotering: 03-10-1987 t/m 21-11-1987 | Hitnotering: 03-10-1987 t/m 21-11-1987 | Hitnotering: 03-10-1987 t/m 21-11-1987 | Hitnotering: 03-10-1987 t/m 21-11-1987 |
| Week                                   | 1                                      | 2                                      | 3                                      | 4                                      | 5                                      | 6                                      | 7                                      | 8                                      |                                        |
| -------------------------------------- | -------------------------------------- | -------------------------------------- | -------------------------------------- | -------------------------------------- | -------------------------------------- | -------------------------------------- | -------------------------------------- | -------------------------------------- | -------------------------------------- |
| Positie                                | 32                                     | 16                                     | 15                                     | 19                                     | 19                                     | 47                                     | 56                                     | 68                                     | uit                                    |

### NPO Radio 2 Top 2000
| Nummer met noteringen in de NPO Radio 2 Top 2000 | '09  | '10 | '11  | '12  | '13  | '14  | '15  | '16  | '17  | '18  | '19  | '20  | '21  | '22  | '23  | '24  |
| ------------------------------------------------ | ---- | --- | ---- | ---- | ---- | ---- | ---- | ---- | ---- | ---- | ---- | ---- | ---- | ---- | ---- | ---- |
| Brilliant Disguise                               | 1484 | -   | 1407 | 1112 | 1084 | 1188 | 1293 | 1376 | 1583 | 1597 | 1550 | 1800 | 1937 | 1910 | 1933 | 1840 |

1. ↑  Een '-' betekent dat het nummer niet was genoteerd en een vetgedrukt getal geeft de hoogste notering aan.
2. ↑  2009 was het eerste jaar met een notering voor dit nummer.

E Street Band: Bruce Springsteen · Roy Bittan · Nils Lofgren · Patti Scialfa · Garry Tallent · Steven Van Zandt · Max Weinberg
Jake Clemons · Charles Giordano · Soozie Tyrell
Voormalige leden: Ernest Carter · Clarence Clemons · Danny Federici · Vini Lopez · David Sancious
Voormalige tourmuzikanten:
Everett Bradley · Barry Danielian · Clark Gayton · Curtis King · Suki Lahav · Ed Manion · The Miami Horns · Cindy Mizelle · Michelle Moore · Tom Morello · Curt Ramm · Jay Weinberg